# Joachim Schultz-Tornau
Joachim Schultz-Tornau (4 mars 1943 à Metz en Moselle) est un homme politique allemand du FDP.

## Biographie
Joachim Schultz-Tornau nait à Metz en 1943, alors que la Moselle est annexée. Il fait ses études secondaires à Deux-Ponts en Sarre. Après avoir passé son Abitur, Joachim Schultz-Tornau étudie le droit à Sarrebruck et à Tübingen. Il termine ses études en 1968. Il s’installe ensuite en Rhénanie-du-Nord-Westphalie. Depuis 1981, il est responsable du service juridique de la ville de Lage.
Joachim Schultz-Tornau fut, de 1985 à 1995 et de 2000 à 2005, membre du parlement du Land de Rhénanie-du-Nord-Westphalie. De 1994 à 1996, il a été président du Parti libéral-démocrate du land de Rhénanie-du-Nord-Westphalie.
Il vit à Berlin.

## Sources
- Annika Joeres, Liberaler Fürsprecher, taz, 8 janvier 2007